# Герулайтис, Витас
Витас Герулайтис (англ. Vitas Gerulaitis), полное имя Витаутас Кевин Герулайтис (англ. Vytautas Kevin Gerulaitis; 26 июля 1954 года, Нью-Йорк — 17 августа 1994 года, Саутгемптон) — американский профессиональный теннисист, победитель Открытого чемпионата Австралии в одиночном и Уимблдона в парном разрядах.

## Общая информация
Герулайтис родился в Бруклине, в семье иммигрантов из Литвы. В семье говорили по-литовски. Профессионал с 1971 года. Друзьями-соперниками Витаса были Джон Макинрой, Джон Ллойд, Бьорн Борг, Джимми Коннорс, а также лидер группы The Rolling Stones Мик Джаггер.
Погиб в результате несчастного случая, от отравления угарным газом.

## Спортивная карьера
Выиграл 25 турниров в одиночном и 8 турниров в парном разряде в рамках различных профессиональных туров, включая тур ATP.
Лучшие результаты в турнирах «Большого шлема»:
- Чемпион Австралии (1977) в одиночном разряде.
- Финалист Открытого чемпионата Франции (1980) в одиночном разряде.
- Чемпион Уимблдона (1975) в парном разряде, полуфиналист (1977, 1978) в одиночном.
- Финалист Открытого чемпионата США (1979) в одиночном разряде.

Двукратный финалист Кубка Мастерс (1979, 1981).
В составе сборной США завоевал Кубок Дэвиса в 1979 году.
Завершил профессиональную карьеру в 1986 году.

## Финалы турниров Большого шлема в одиночном разряде (3)

### Победы (1)
| Год  | Турнир                       | Соперник   | Счёт                     |
| 1977 | Открытый чемпионат Австралии | Джон Ллойд | 6-3 7-6(7-1) 5-7 3-6 6-2 |

### Поражения (2)
| Год  | Турнир                     | Соперник      | Счёт        |
| 1979 | Открытый чемпионат США     | Джон Макинрой | 5-7 3-6 3-6 |
| 1980 | Открытый чемпионат Франции | Бьорн Борг    | 4-6 1-6 2-6 |

## Интересные факты
В 1980 году Витас победил Джимми Коннорса, которому проигрывал до этого 16 раз подряд. После победы Герулайтис сказал журналистам: «Никто не может победить Витаса Герулайтиса 17 раз подряд», эта фраза стала крылатой.